# NGC 3694
NGC 3694 este o galaxie lenticulară situată în constelația Ursa Mare. A fost descoperită în 11 martie 1831 de către John Herschel. Se află la o distanță de 35,2 de megaparseci de Pământ.